# Wysokie (Dolina Olczyska)
Wysokie – reglowa, zalesiona czuba w północno-wschodniej grani Kasprowego Wierchu w polskich Tatrach Zachodnich. Wznosi się w grzbiecie oddzielającym dolną część Jaworzynki od Doliny Olczyskiej, pomiędzy Skupniowym Upłazem, od którego oddzielone jest Skupniowym Przechodem (ok. 1275 m), a zalesionym Nieborakiem, od którego oddziela go płytka przełączka. Wysokie jest zwornikiem – w zachodnim kierunku odchodzi od niego grzbiet Boczania. Pomiędzy tymi dwoma wzniesieniami znajduje się zalesiona, płytka depresja z ujęciami wody dla Zakopanego.
Wysokie jest całkowicie zalesione świerkowym lasem. Silne wiatry powodują co jakiś czas wiatrołomy na jego stokach.
W 1952 szlak prowadzący z Kuźnic przez Wysokie do Hali Gąsienicowej nazwano Szlakiem Lenina.

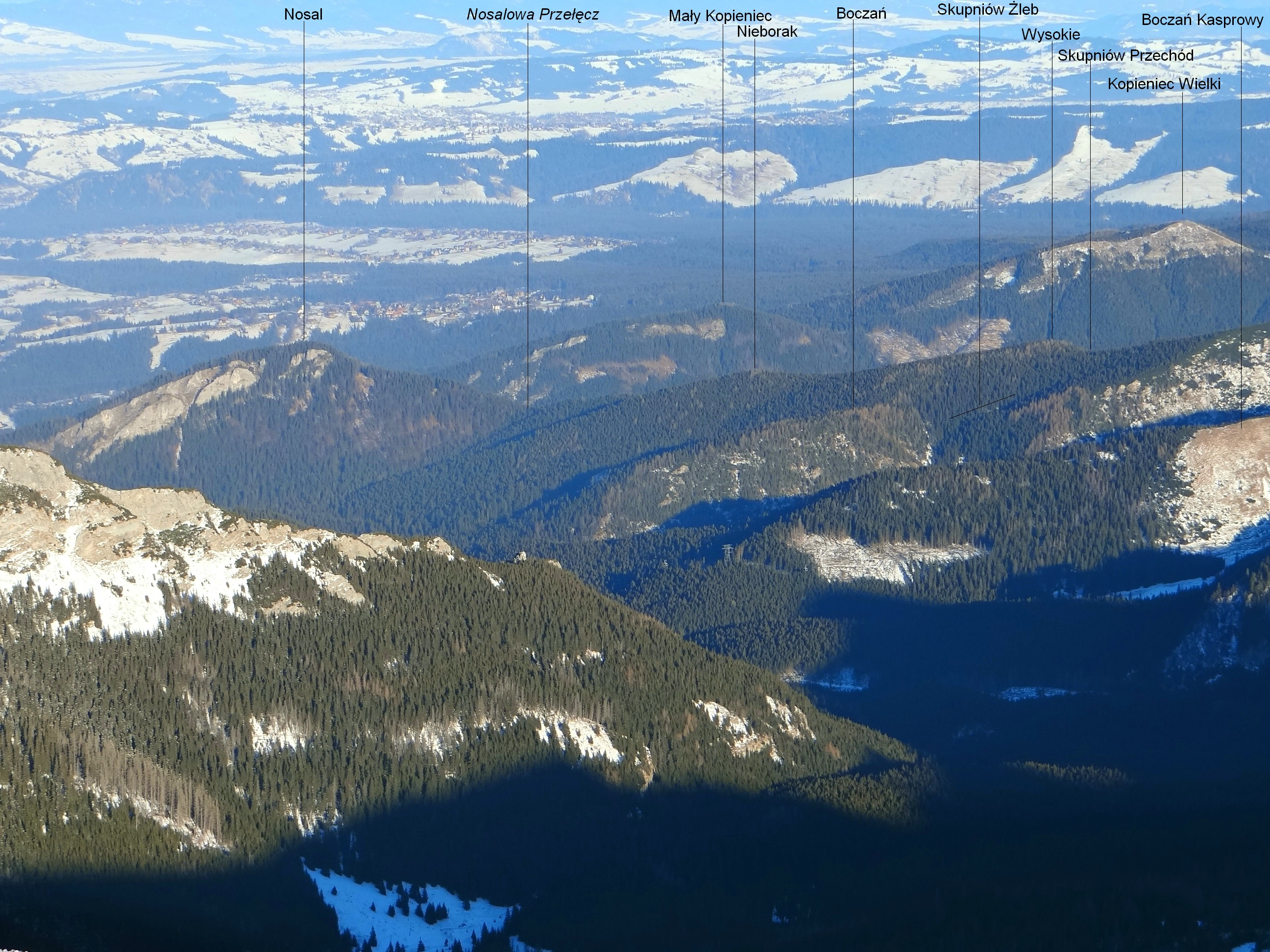
Widok z Kopy Kondrackiej